# Tomislav Šarić
Tomislav Šarić (Brežice, 24 giugno 1990) è un calciatore croato, centrocampista dell'Inker Zaprešić.

## Caratteristiche tecniche
Interno di centrocampo, può giocare come mediano o come trequartista.

## Carriera
Nato a Brežice, in Slovenia, ma di passaporto croato, Tomislav Šarić cresce nelle giovanili del club croato dell'Inter Zaprešić. Nel 2008, a soli 18 anni, il suo allenatore Borimir Perković lo promuove in prima squadra facendolo esordire appena maggiorenne. In pochi mesi diventa un calciatore chiave per il centrocampo del club croato conquistando così anche la maglia della nazionale Under-21 croata. Durante la stagione 2011/2012 realizza ben sei reti in campionato in 28 presenze, conquistando così la maglia della nazionale Under-21 croata. Nella stagione successiva, dove conquisterà anche la fascia da capitano (a soli 21 anni) del club croato realizzerà ben 8 reti in 31 presenze. Non trovando l'accordo per il rinnovo con l'Inter Zaprešić, a fine stagione viene tesserato dal Parma che nella stessa finestra di trasferimenti lo gira al Crotone. Esordisce il 17 novembre 2013 subentrando a Kelvin Ewome Matute.
Il 15 gennaio 2015 passa in prestito al Savoia in Lega Pro. Realizza la sua prima rete in Italia nella gara esterna pareggiata 2-2 con la Paganese.
Nell'estate del 2016, in scadenza di contratto, viene acquistato dall'RNK Spalato, con cui firma un contratto biennale.

## Palmarès

### Club

#### Competizioni nazionali
- Campionato lettone: 2

Riga FC: 2018
RFS Riga: 2021
- Coppa di Lettonia: 2

Riga FC: 2018
RFS Riga: 2021